# Companyia Barcelonina d'Electricitat
La Companyia Barcelonina d'Electricitat, S.A., establerta com a Compañía Barcelonesa de Electricidad, fou una societat fundada a Barcelona el 7 de desembre de 1894 dedicada a la producció i comercialització d'energia elèctrica a Barcelona i la seva zona d'influència immediata. Es la companyia que en l'època de la introducció de l'electricitat millor representà la generació tèrmica, amb la central del carrer Mata de Barcelona. Tingué un paper de pont entre la pionera Societat Espanyola d'Electricitat, els actius de la qual comprà, i Barcelona Traction, Light and Power, el gran gegant hidroelèctric que adquirí la Companyia Barcelonina d'Electricitat el 1912.
La societat era controlada per la companyia alemanya l'Allgemeine Elektrizitäts Gesellschaf (AEG), que aportà capital i tecnologia moderna. Va fer possible que la societat oferís un servei bo a preus competitius i, en conseqüència, experimentés un fort creixement i bons resultats econòmics.

## Antecedents

### L'oportunitat de negoci
A principi de la dècada de 1890 la principal empresa d'electricitat de Barcelona era la Societat Espanyola d'Electricitat, fundada el 1881. Però la pobre resposta del mercat i una nefasta política d'inversions fora del seu negoci principal havien deixat l'empresa sense recursos, i amb prou feines va poder servir la seva escassa clientela.
Aquest fet no va passar desapercebut als directors de la Societat d'Aigües de Barcelona, que van percebre clarament una oportunitat de negoci. A través del seu accionista principal, la Societé Lyonaise des Eaux et de l'Eclairage, es van cercar aliats per crear una empresa a Barcelona per oferir el servei de producció i subministre elèctric que la Societat Espanyola d'Electricitat ja no era en condicions d'oferir.

### L'AEG
El mes de maig de 1884 Emil Rathenau fundà l'empresa Deutsche Edison Gesellschaft, i començar a produir sota unes patents de la companyia Edison General Electric Co. L'empresa va reeixir desenvolupar tecnologia pròpia i el 1897 ja es va independitzar de casa mare americana i es va transformar en l'Allgemeine Elektrizitäts Gesellschaf, per acrònim AEG.
La demanda d'energia elèctrica així com d'equipament i aparells d'explotació eren molt fortes a Alemanya, i l'empresa va experimentar un fort creixement. Tenia una estratègia d'expansió que consistia en invertir en empreses de producció i distribució d'energia elèctrica per que compressin els equipament a l'AEG, i un cop ja s'havien fet fortes inversions en equipament vendre la societat. Es en aquests escenari que l'AEG tenia un interès en entrar en mercats nous. El 1889 va fer la primera inversió fora d'Alemanya, concretament a Madrid, i el 1894 a Sevilla. De fet, AEG va ser la principal inversora a l'estat espanyol per la producció i distribució de llum. AEG i la General Electric nord-americana havien signat un acord de repartiment de mercats en el qual l'estat espanyol quedava en l'àrea d'influència de la firma alemanya.

## Constitució
La Companyia Barcelonina d'Electricitat es va constituir el 7 de desembre de 1894 amb un capital social de 4 milions de pessetes (equivalents aproximadament a 17 milions 863 mil euros del 2020) dividides en 8.000 accions. El repartiment de les accions era el següent:
- el Deutsche Bank, un sindicat d'inversors de Berlin i un conjunt de persones fortament vinculades a AEG, 5.600 accions.
- Societé Lyonaise des Eaux et de l'Eclairege, 2.000 accions.
- A nom de Manuel Arnús i Fortuny i de la seva casa de banca, Manuel Arnús i Cia, 200 accions. Manuel Arnús també seria el president del consell d'administració de la societat.
- Robert Robert i Surís, 200 accions.

## Expansió

### Primeres passes
La primera acció que executà la recents constituïda Companyia Barcelonina d'Electricitat fou l'adquisició compra el dia 14 de desembre de 1894 dels actius de la Societat Espanyola d'Electricitat, constituïts per tots els elements de la central tèrmica de les Hortes de Sant Bertran, les canalitzacions de distribució d'electricitat així com les seves concessions i drets (entre els que figurava el contracte d'enllumenament de l'Ajuntament de Barcelona) per dos milions de pessetes.
La Societat Espanyola d'Electricitat s'obligava a continuar subministrant energia elèctrica fins que la Companyia Barcelonina d'Electricitat no tingués una central pròpia que li permetés fer-ho. Amb aquesta compra la companyia ja era la gran subministradora de la ciutat de Barcelona.
Un cop enllestida la compra, es va iniciar la construcció d'una nova central termoelèctrica amb capacitat per absorbir el creixement del mercat i més eficient per poder operar amb uns costos més baixos.

### El creixement del mercat
La demanda d'energia elèctrica es va anar diversificant; si primer només es contava amb el mercat de particulars, aviat s'afegiren la demanda industrial i la de les companyies de tramvies. El servei de tramvia era tradicionalment propulsat per tracció animal o bé a vapor. Decidides a fer el canvi tecnològic, al principi les companyies de tramvies construïren les seves pròpies central tèrmiques (el 1899 per part de Barcelona Tramway Company, el 1901 ho feu la Societat de Tramvies de Barcelona a Sant Andreu el 1901, i el 1906 el Ferrocarril de Sarrià). La Companyia Barcelonina d'Electricitat subministrava l'energia a la Companyia General de Tramvies de Barcelona.

### La central tèrmica de Mata
La central es va dissenyar a la seu d'AEG a Berlin durant l'any 1895, i l'execució va seguir immediatament després. Les proves començaren el mes de maig de 1987, i va començar a operar comercialment el 1898. La planta es va equipar amb cinc generadors de vapor multitubulars, subministrant corrent continu a 110 volts. La proximitat de la central al port facilitava el transport del carbó i també el subministrament d'aigua per a la refrigeració de les calderes, el que es va assolir mitjançant la construcció d'un canal que tenia l'origen al moll de Barcelona. El 1906 s'hi van instal·lar uns grans turboalternadors per generar corrent altern, que permeteren augmentar de forma molt important l'àrea de servei i abastir la creixent demanda de la indústria.
El mercat va respondre favorablement al servei i preus oferts per la Companyia Barcelonina d'Electricitat, de forma que va haver d'incrementar de forma constant la potència instal·lada de la central elèctrica, fins al punt de que aquesta s'havia multiplicat per sis vegades la potència en el període 1900 - 1911, passant de 3.750 kW a 22.850 kW. La seva xarxa de distribució va créixer de forma paral·lela; el 1899 tenia una extensió de 385 quilòmetres i el 1913 arribava a 2.289 quilòmetres.

## Venda de la companyia

### El comprador
Quan l'empresari Frederick Stark Pearson visità Barcelona el 1911 de la mà de l'enginyer Carles Emili Montañès i Criquillion, aquest li presentà un ambiciós pla per a la electrificació de Catalunya, amb l'objectiu de subministrar energia elèctrica per a la indústria i els serveis de Barcelona i la seva zona d'influència. Frederick Stark Pearson quedà ràpidament convençut de la bondat del projecte el juliol de 1911.
Un cop la decisió d'inversió estava pressa, el 12 de setembre de 1911 es va constituir al Canadà la societat Barcelona Traction, Light and Power amb l'objectiu d'explotar el potencial hidroelèctric dels rius catalans. Per dur a terme aquest objectiu es va constituir també al Canadà i el mateix dia la companyia Ebro Irrigation & Power Company. Aquesta societat es va registrar a l'estat espanyol sota el nom de Riegos y Fuerza del Ebro el 14 de desembre de 1911.
Un dels primers passos del nou grup va ser comprar la Companyia Barcelonina d'Electricitat, i ho feu per dues raons. En primer lloc tenia una important presència en un mercat amb un gros potencial de creixement, i així, aquesta aquisició assegurava a la nova empresa una clientela important. El fet que l'empresa disposés d'una central tèrmica important donava seguretat al subministrament, complementant les centrals hidroelèctriques que Riegos y Fuerzas del Ebro volia construir.

### La venda
Pearson va negociar directament amb Emil Rathenau, propietari de l'AEG, perquè aquest li vengués la Companyia Barcelonina d'Electricitat, i el 12 de gener de 1912 es va formalitzar l'acord de la venda a través de la societat Spanish Securities, companyia del grup de la Barcelona Traction. Inicialment l'empresa comprà al Deutsche Bank un paquet de control de 18.001 accions (de les 36.000 accions de l'empresa) per un import de 10.158.576 marcs or. Les accions es van valorar al 140% del seu valor nominal (equivalent a 576 marcs per acció), quan aquestes cotitzaven només al 110%. Addicionalment, el comprador es comprometia a adquirir al preu unitari de 576 marcs totes les accions que el Deutsche Bank aconseguís pel seu compte. El banc li acabà venent 17.754 accions més, valorades en 10.226.304 marcs. El preu total pagat per les accions va acabar sent de 20.594.880 marcs (1.156.596 lliures esterlines de l'època).
Spanish Securities a canvi va lliurar:
- 18.000 accions ordinàries de la Barcelona Traction, amb la condició que James Dunn, principal del sindicat britànic, estigués obligat a recomprar les accions al preu unitari de 40 dòlars canadencs en qualsevol moment del primer any si així li demanava el Deutsche Bank.[14]
- La resta del preu es pagava en efectiu, finançat amb un crèdit proporcionat pel Deutsche Bank, amb les accions de la Companyia Barcelonina d'Electricitat que Spanish Securities havia acabat d'adquirir com a garantia.[15]

Posteriorment Spanish Securities va vendre les accions a la Barcelona Traction a un preu de 736 marcs per acció, (que representava el 178,9% del seu valor nominal) obtenint un benefici de 5.720.000 marcs, l'equivalent a 321.277 lliures esterlines.
En el mes de desembre de 1912 la nova propietat va nomenar un nou gerent, l’enginyer estatunidenc Asa White Kenney Billings, el qual desenvoluparia posteriorment importants funcions de direcció tècnica dintre del grup de la Canadenca. La primera inversió fou contractar una nova turbina de vapor de 20 mil kilowatts amb l'objectiu de poder captar més clients. Addicionalment, la Companyia Barcelonina d'Electricitat va emetre obligacions per valor de 10 milions de pessetes a favor del Deutsche Bank.
Cal ressaltar que un altre grup competidor i de recent creació, Energia Elèctrica de Catalunya també tenia com a objectiu disposar d'una central tèrmica de suport a Barcelona, i inicialment va intentar adquirir la Companyia Barcelonina d'Electricitat a AEG amb el propòsit addicional d'obtenir la seva xarxa de distribució a Barcelona, però Riegos y Fuerzas del Ebro se li avançà, per la qual cosa hagué d'iniciar la construcció d'una nova central tèrmica a Sant Adrià de Besòs.

## Préstecs a La Canadenca
Els bons resultats econòmics que presentava la companyia van ser utilitzats com a font de finançament per part del seus nous propietaris. Es van dur a terme diverses operacions per aportar liquiditat en un moment en què la Barcelona Traction en tenia molta necessitat.

### Emissions d'accions i obligacions
El capital autoritzat de l'empresa era de 20 milions de pessetes, i només s'havien emès 36.000 accions de 500 pessetes de nominal, quedant la resta, dos milions de pessetes, pendent d'emetre. Es feu una ampliació de capital de 40.000 accions preferents al 6% anual i 4.000 accions ordinàries, resultant en un capital social de 40 milions de pessetes. Les noves accions servirien d'instrument de pagament o de garantia d'una sèrie de préstecs que la societat demanaria per finançar la Barcelona Traction.
Addicionalment va emetre obligacions al 6% d'interès per valor de 20 milions de pessetes. Aquest títols es van utilitzar com a garantia d'un préstec atorgat a la Barcelona Traction per un import de 376.500 lliures esterlines.

### Préstec de novembre de 1913
El 28 de novembre de 1913 els quatre bancs europeus que encapçalaven el finançament de la Barcelona Traction - Société Génerale pour favoriser le développement du Commerce et de l'Industrie en France, Banque de Paris et des Pays-Bas, Stallaerts et Loewenstein de Brussel·les i Dunn Fischer & Co de Londres, els dos últims els bancs dels principals membres del sindicat financer, Alfred Loewenstein i James Dunn - a través d'una societat creada per aquestes mateixes entitats a propòsit -la Societé Franco-Espagnole d'Electricité- van acordar amb la Companyia Barcelonina d'Electricitat, Riegos y Fuerza del Ebro i la Barcelona Traction un préstec de 920.000 lliures al grup de la Barcelona Traction garantit per obligacions emeses per la Companyia Barcelonina d'Electricitat, així com atorgant als bancs l'opció de compra de les 40.000 accions privilegiades acabades d'emetre per la mateixa societat.

### Préstecs subsegüents
Amb el primer préstec no n'hi va haver prou, i de seguida se'n demanaren més per finançar al grup.
- El 28 de maig de 1914, la Société franco-espagnole d'Electricité atorgà un préstec de 650.000 lliures esterlines. El mateix dia un contracte formalitzava la venda a la societat francesa de 25.000 accions de la Companyia Barcelonina d'Electricitat amb un valor nominal de 12 milions i mig de pessetes (unes 500.000 lliures).
- El 10 de juliol de 1914 Barcelona Traction i Riegos y Fuerza del Ebro venien a la Companyia Barcelonina d'Electricitat 7.666 accions de la societat Ibérica del Azoe i alguns altres drets per un preu de 2.125.000 pessetes.
- El 15 de juny de 1914 la Société franco-espagnole d'Electricité, promotora d'Ibèrica del Azoe, prestava 2.125.000 pessetes a la Companyia Barcelonina d'Electricitat amb les accions com a garantia.

Tota aquesta intensa activitat no va poder impedir la suspensió de pagaments de la Barcelona Traction. En el mes de juliol de 1914 s'inicià l'escalada bèl·lica que duria a l'esclat de la Primera Guerra Mundial, que tallaria abruptament el finançament, i el novembre de 1914 la Barcelona Traction comunicava la suspensió del pagament semestral de les seves obligacions.

### Ajust de comptes
Un cop produïda la suspensió de pagament el 1914, s'arribà a una sèrie d'acords per liquidar els préstecs. Els acords als que es va arribar foren els següents:
- Del préstec de 920.000 lliures de novembre de 1913, la Companyia Barcelonina d'Electricitat va lliurar als bancs creditors obligacions de l'empresa per valor nominal de 20 milions de pessetes, valorades al 80%, produint una xifra equivalent a 640.000 lliures. D'aquest préstec quedava encara un saldo per liquidar. I respecte a les obligacions, els bancs les van posar en circulació en el mercat espanyol.
- El saldo pendent de liquidar i altres préstecs per regularitzar es van pagar amb obligacions First Mortgage de Barcelona Traction, Light and Power per valor nominal de 345.000 lliures, valorades al 50% i d'obligacions Prior Lien B per un import nominal de 2 milions de lliures.

En resum, per saldar uns préstecs fets a la Companyia Barcelonina d'Electricitat i valorats en 2.081.795 lliures , entre la Barcelona Traction i la Companyia Barcelonina d'Electricitat van emetre obligacions amb un valor nominal de 3.145.000 lliures que van lliurar al grup promotor, mentre que les dues empreses havien de tornar els valor nominals de les obligacions més els corresponents interessos meritats als portadors de les obligacions.
| Tipus d'obligació                      | Nominal en lliures | Nominal en pessetes | Ingrés per B.T.   |
| -------------------------------------- | ------------------ | ------------------- | ----------------- |
| 1915 Barcelona Traction First Mortgage | 345.000 lliures    |                     |                   |
| 1915 Barcelona Traction Prior Lien B   | 2.000.000 lliures  |                     |                   |
| 1915 Barcelonina d'Electricitat        | 800.000 lliures    | 20.000.000 pessetes |                   |
| TOTAL                                  | 3.145.000 lliures  |                     | 2.081.795 lliures |

L'emissió d'obligacions per valor de 20 milions de pessetes es feu en el mercat espanyol.

## Adquisició d'empreses
Un cop la Companyia Barcelonina d'Electricitat fou integrada dintre del grup de la Barcelona Traction, Light and Power, inicià l'adquisició de petites companyies productores d'electricitat catalanes. El mes de març de 1912 comprà la societat Electra Reusense.